# Calothamnus gilesii
Calothamnus gilesii är en myrtenväxtart som beskrevs av Ferdinand von Mueller. Calothamnus gilesii ingår i släktet Calothamnus och familjen myrtenväxter. Inga underarter finns listade i Catalogue of Life.

## Bildgalleri

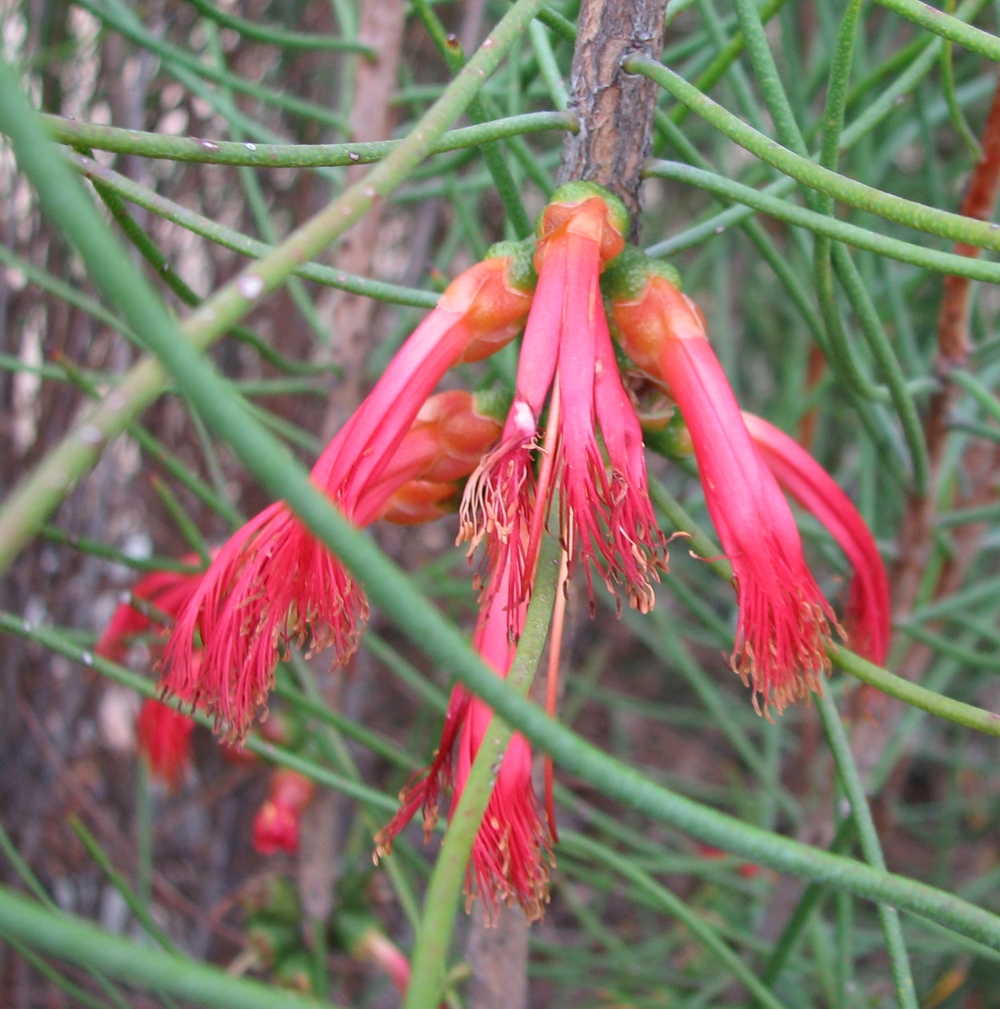